# Odozana patagiata
Odozana patagiata är en fjärilsart som beskrevs av Paul Dognin 1909. Odozana patagiata ingår i släktet Odozana och familjen björnspinnare. Inga underarter finns listade i Catalogue of Life.